# Zaboravljena gora
Zaboravljena Gora je prva knjiga epske fantastike o mitskim bićima Crne Gore
crnogorskog autora Milisava Popovića. Knjiga je od samog izdanja veoma dobro primljena i dobila je mnogobrojne pozitivne kritike, a mediji su autora, kako zbog tematike, tako i zbog jedinstvenog stila pisanja, prozvali crnogorskim Tolkinom.
Novembra 2008. godine, knjiga dobija Orfejevu Liru, prvu nagradu za prozu na međunarodnoj književnoj manifestaciji "Orfejeva Lira", u organizaciji Akademije za evropsku kulturu, koja se održala u Bugarskoj (Sofija, Krumovgrad).
Februara 2009. godine, u prvoj nacionalnoj akciji (NAJ AKCIJA) koja je organizovana sa ciljem da se istaknu pojedinci i događaji koji su obilježili 2008. godinu u Crnoj Gori, devet kategorija je dobilo svoje lauerate. Nagradu za najbolju knjigu je dobio Milisav Popović (za knjigu Zaboravljena gora) - cime je ovo djelo postalo prvo "omiljeno štivo" koje je odabrao sam narod. Akcija je trajala mjesec dana, a medijski pokrovitelj je bila ATLAS TV. Za "Zaboravljenu Goru" je glasalo više od 10.000 građana.

## Sadržaj
Sadržaj knjige čini tridesetak profilnih priča, koje pored već poznatih bića iz slovenske mitologije, govore i o onim stvorenjima, demonima, vilama, čije "postojanje" literarna podloga nikada ranije nije bilježila.

## Mitska bića i likovi u djelu
Gilzviti, 
Drekavac,
Psoglavci,
Alebi,
Drvozbori,
Serpena,
Vukodlaci,
Vampiri,
Valgore,
Starpanja,
Zduvači,
Zagrivuk,
Jaudi,
Trokloci,
Morena,
Svarog, i mnogi drugi.

## Spoljašnje veze
- Recenzija Svetlane Kovačević Blažić, profesorice književnosti iz Podgorice
- Intervju sa autorom u emisiji "Balkan Net" na televiziji "Pink M"
- Video snimak dijela emisije "Jutarnji Program" Radio Televizije Crna Gora posvećen promociji knjige u Bijelom Polju. Sadrži intervju sa piscem.
- Članak na web stranici dnevnog lista "Pobjeda".[мртва веза]
- Intervju sa autorom nakon proglašenja za Naj knjigu u 2008. godini.